# Yamaha Tyros

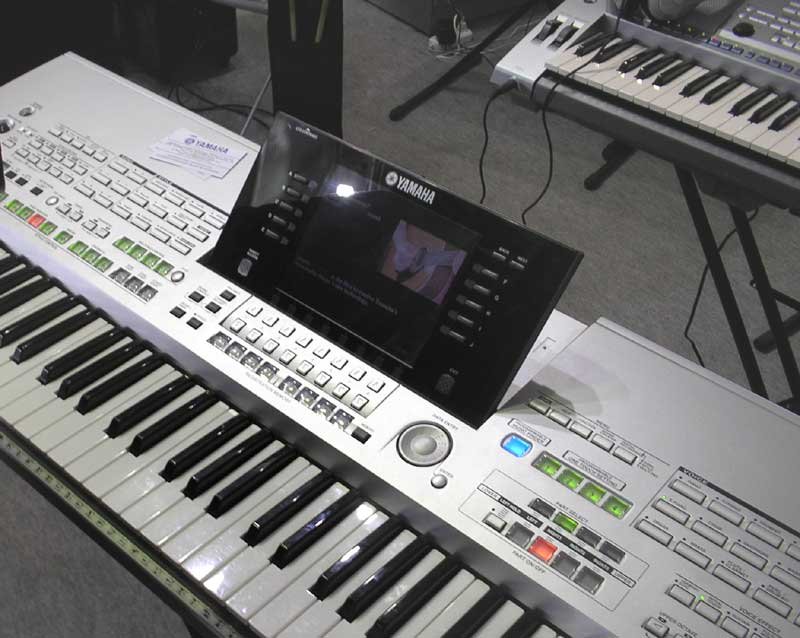
Tyros (2002)

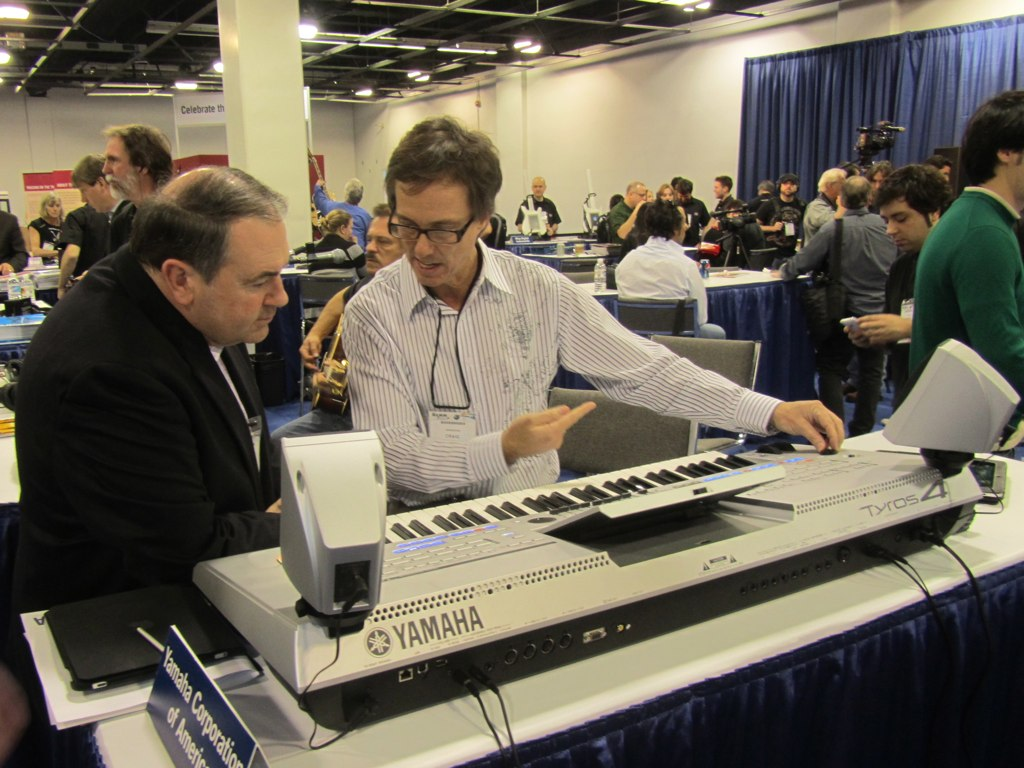
Tyros 4 (2010)

De Yamaha Tyros is een serie music workstations die door Yamaha van 2002 tot 2017 werd geproduceerd. De Tyros is de opvolger van de PSR-9000 uit 1999 en werd in 2017 opgevolgd door de Genos.

## Serie
De Tyros-serie werd geproduceerd en ontworpen door respectievelijk Kazuhisa Ueki en Soichiro Tanaka. Na het succes van de PSR-9000 werkten zij verder aan een opvolger. Vanwege mobiliteitsredenen werden er geen luidsprekers ingebouwd, maar deze kunnen apart worden aangesloten. Ueki en Tanaka beschreven de Tyros-serie als "geen synthesizer, geen keyboard, maar beide." Met de Tyros kunnen verschillende stijlen muziek worden gespeeld.

### Tyros
De eerste Tyros werd door Yamaha geïntroduceerd op 1 mei 2002. Opvallend waren de gekleurde en verlichte knoppen op het paneel. Daarnaast kreeg het instrument een kantelscherm. De klankopwekking is gebaseerd op AWM met stereo-sampling.

### Tyros 2
De Tyros 2 kwam uit op 21 juni 2005, en bracht nieuwe functies als "Super articulation voices" waarmee realistische stemmen mogelijk zijn, en een ingebouwde harddiskrecorder. Er is een keuze uit 504 klanken en 400 muziekstijlen.

### Tyros 3
Dit model werd uitgebracht op 17 april 2008, en kreeg een nieuwe klankgenerator met articulatiemodellering. Ook kreeg de Tyros 3 betere effecten, 8 schuiven, een 80 GB harde schijf voor audio-opname en opslag, en een aansluiting voor internet.

### Tyros 4
De Tyros 4 kwam twee jaar later uit op 16 juni 2010. Het instrument kreeg betere klanken en automatische begeleidingsstijlen. Er konden via de website van Yamaha klanken, nummers, en stijlen worden aangeschaft en direct in de Tyros 4 worden geladen. Met de Tyros 4 kunnen uitvoeringen en zang worden opgenomen als audiobestand op het apparaat zelf.

### Tyros 5
De vijfde Tyros werd uitgebracht op 13 juli 2013. Het instrument kwam uit in zowel een 61- als 76-toetsen variant. De Tyros 5 heeft verbeteringen gekregen voor de strijkers, blazers, en orgelklanken. Er is een nieuwe effectenprocessor met de mogelijkheid om warme analoge klanken te kunnen reproduceren. Het instrument biedt meer audiobewerkingsmogelijkheden, en kan virtuele achtergrondzang toevoegen.